# بيت السائلة (المخادر)

تعديل مصدري - تعديل

بيت السائلة محلة تابعة لقرية منزل الطلح، التابعة لعزلة السحول بمديرية المخادر إحدى مديريات محافظة إب في الجمهورية اليمنية، بلغ تعداد سكانها 39 حسب تعداد اليمن لعام 2004.